# Русскій Народный Голосъ
Русскій Народный Голосъ – ежедневная общественно-внепартийная газета, издававшаяся в 1934–1938 годах в Ужгороде (тогда Первая Чехословацкая республика).
Печатный орган "Русского блока", финансируемый чешскими кругами. Отражал идеи галицкого русофильства.
Выходила  сначала как ежедневная газета, позже два и три раза в неделю. Печатался на язычии.
Ответственные редакторы – И. Каминский, Э. Недзельский и др.